# Gamasellus taeniatus
Gamasellus taeniatus är en spindeldjursart som beskrevs av Davydova 1982. Gamasellus taeniatus ingår i släktet Gamasellus och familjen Ologamasidae. Inga underarter finns listade i Catalogue of Life.